# Fluchthorn (Alpi Retiche occidentali)
Il Fluchthorn (in romancio, Piz Fenga) è una montagna delle Alpi Retiche occidentali (sottosezione Alpi del Silvretta, del Samnaun e del Verwall) alta 3.399 m s.l.m..

## Descrizione
Il Piz Fenga si trova lungo la linea di confine tra la Svizzera (Canton Grigioni) e l'Austria (Tirolo). La montagna è composta di tre vette e, storicamente, la più alta è stata quella più a sud.
L'11 giugno 2023 una frana di circa un milione di metri cubi si stacca dalla cima meridionale della montagna (la più alta). Si stima che la frana abbia abbassato la cima di circa 100 m e che correntemente la cima più alta sia diventata quella centrale, a 3.397 m.